# Makrolid
Makrolidi su grupa lekova (tipično antibiotika) čija aktivnost je posledica prisustva makrolidnog prstena, velikog makrocikličnog laktonskog prstena za koji je obično vezan jedan ili više dezoksi šećera, najčešće kladinoza i dezosamin. Laktonski prstenovi su obično 14-, 15-, ili 16-člani. Makrolidi pripadaju klasi prirodnih proizvoda, poliketida.

## Članovi

### Antibiotski makrolidi
FDA odobreni
- Azitromicin
- Klaritromicin
- Diritromicin
- Eritromicin
- Roksitromicin
- Telitromicin

Neodobreni
- Karbomicin A
- Josamicin
- Kitasamicin
- Midekamicin/midekamicin acetat
- Oleandomicin
- Solitromicin
- Spiramicin - odobren u Evropi i drugim zemljama
- Troleandomicin - koristi se u Italiji i Turskoj
- Tilosin/tilocin - koristi se za životinje

### Ketolidi
Ketolidi su nova klasa antibiotika koji su strukturno srodni sa makrolidima. Oni se koriste za tretiranje infekcija respiratornog trakta uzrokovanim bakterijama otpornim na makrolide. Ketolidu su posebno efektivni, jer imaju dva mesta vezivanja ribozoma. Noviji fluoroketolidi imaju tri ribozomna mesta interakcije.
Promeri ketolida
- Telitromicin
- Cetromicin
- SolithromIcin - prvi fluoroketolid
- Spiramicin - koristi se za tretiranje toksoplazmoze
- Ansamicin
- Oleandomicin
- Karbomicin
- Tilosin

### Neantibiotski makrolidi
Lekovi takrolimus, pimekrolimus, i sirolimus, koji se koriste kao imunosupresanti ili imunomodulatori, su takođe makrolidi. Oni imaju sličnu aktivnost sa ciklosporinom.

### Toksični makrolidi
Bakterije proizvode mnoštvo toksičnih makrolida. Znatan broj tih supstanci je izolovan i karakterisan, npr. mikolaktoni.

## Upotreba
Antibiotički makrolidi se koriste za tretiranje infekcija uzrokovanih grampozitivnim bakterijama (npr. Streptococcus pneumoniae) i Haemophilus influenzae infekcija, kao što su infekcije respiratornog trakta i mekih tkiva. Antimikrobni spektar makrolida je nešto širi od penicilina, i stoga su makrolidi česta zamena kod pacijenata alergičnih na penicilin.
Makrolide ne treba koristiti na biljojednim životinjama koje ne ruminiraju, kao što su konji i zečevi. Kod njih dolazi do brze reakcije koja uzrokuje fatalne poremećaje varenja.

## Literatura
- Ōmura, S. (2002). Macrolide antibiotics: chemistry, biology, and practice (2nd изд.). Boston: Academic Press. ISBN 0-12-526451-8.